# Pulsion
Pour les articles homonymes, voir Pulsion (homonymie).
La pulsion (du latin pulsio : action de pousser, pellere, pulsum) est un concept majeur de la psychanalyse, dont le nom est la traduction de  l'allemand Trieb (substantif de genre masculin, issu du verbe treiben d'origine germanique).
La théorie des pulsions évolue chez Sigmund Freud tout au long de son œuvre, ponctuée de plusieurs moments et d'ouvrages décisifs, des Trois essais sur la théorie sexuelle de 1905 jusqu'au tournant de 1920, que signifie Au-delà du principe de plaisir et où apparaît la pulsion de mort, en passant par l'instauration du narcissisme (Pour introduire le narcissisme, 1914) et les textes métapsychologiques de 1915.
La pulsion est surtout un processus dynamique. La théorie freudienne maintient un dualisme quasiment constant : à la pulsion sexuelle s'opposent d'autres pulsions. Au cours du premier dualisme, les pulsions d'auto-conservation ou du Moi s'opposent aux pulsions sexuelles. La dernière théorie des pulsions oppose les pulsions de vie (Éros) et les pulsions de mort (Thanatos).

## Le concept de pulsion

### Historique

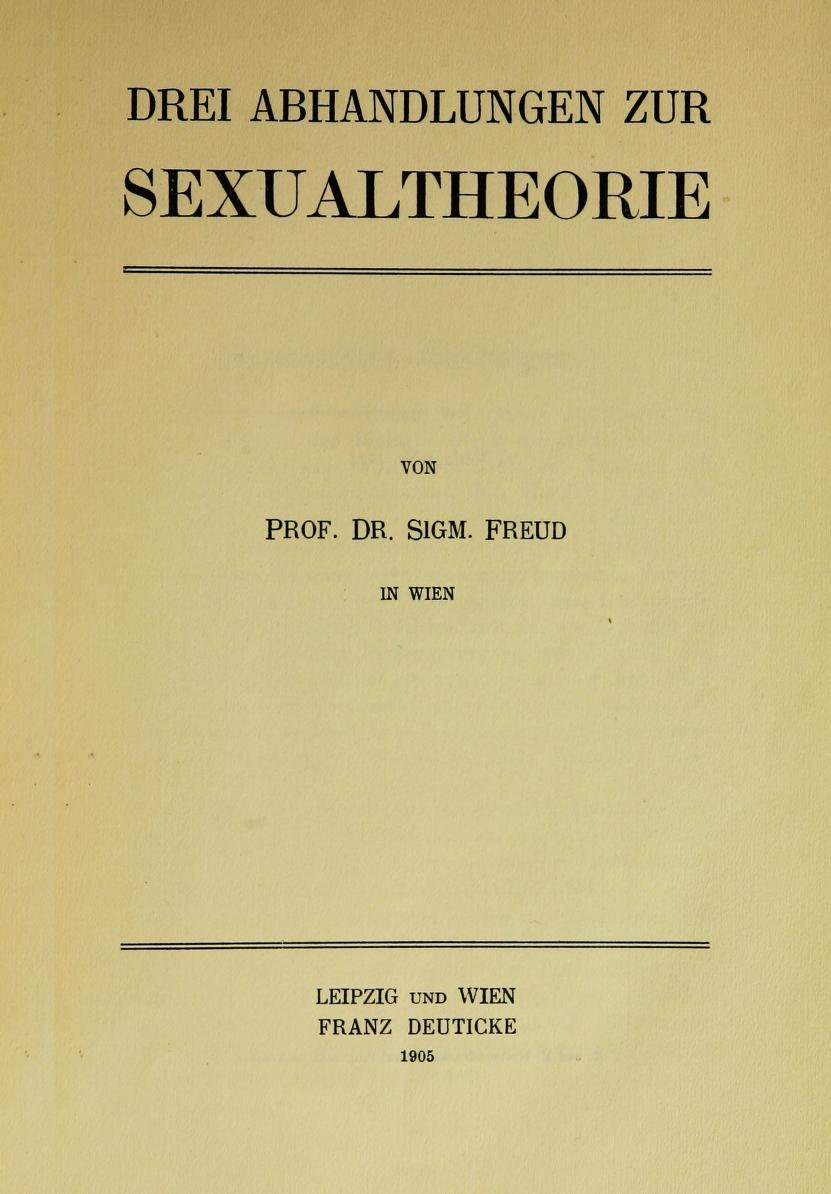
Freud, Trois essais sur la théorie sexuelle (1905)

Selon Élisabeth Roudinesco et Michel Plon, le choix de la traduction en français de l'allemand Trieb par « pulsion » (mot dérivé du latin pulsio qui apparaît en 1625 et désigne l'action de pousser) permettait d'éviter la confusion avec « instinct » et « tendance ». Il s'agissait de dégager la spécificité du psychisme humain pour Freud, par rapport à Instinkt qui qualifiait le comportement animal.

#### «Pulsion» en français
D'après le Dictionnaire historique de la langue française, le mot « pulsion », qui s'est introduit  avec la valeur générale d'« action de pousser », « n'a pas réussi à s'imposer à côté de poussée ». Son sens s'était précisé en physique au XVIIIe siècle « pour désigner la propagation du mouvement dans un milieu fluide et élastique » (poussée d'Archimède). Son emploi est attesté chez Voltaire qui le calquait de l'anglais pulse, venu du latin pulsus, « spécialisé en physique par Newton (1673) ». Malgré ses applications techniques jusqu'au XIXe siècle (1859, techniques d'aération), cette acception « est sortie d'usage ». Le mot est « repris en psychanalyse » au début du XXe siècle, où il exprime « une force psychique inconsciente consistant en une poussée qui fait tendre l'organisme vers un but ». Il arrive alors dans les traductions de Freud « comme équivalent de l'allemand Trieb », de treiben, qui veut dire « pousser ».
Le philosophe Alexandre Abensour souligne d'emblée que le terme de pulsion « a donc ceci de particulier qu'il doit sa vie effective dans la langue française à un choix de traduction ».
Sur ce choix de traduction de Trieb par « pulsion », il écrit : 

« c'est avant tout comme terme technique du vocabulaire freudien que l'on emploie ce mot, dont s'est emparé le langage courant, ce qui peut s'expliquer par la vulgarisation de la psychanalyse »

— Alexandre Abensour

#### Der Trieben allemand
D'après Jean Laplanche et Jean-Bertrand Pontalis, « le terme Trieb n'apparaît dans les textes freudiens qu'en 1905 », mais « trouve son origine comme notion énergétique dans la distinction que Freud opère très tôt entre deux types d'excitation (Reiz) auxquels l'organisme est soumis et qu'il doit décharger conformément au principe de constance »: les « excitations externes que le sujet peut fuir », à côté desquelles « il existe des sources internes » qui apportent « un afflux d'excitation » du « ressort du fonctionnement de l'appareil psychique ». Les auteurs du Vocabulaire de la psychanalyse confirment que ce sont effectivement les Trois essais sur la théorie de la sexualité (Drei Abhandlungen zur Sexualtheorie, 1905), qui « introduisent le terme Trieb, ainsi que les distinctions qui ne cesseront dès lors d'être utilisées par Freud entre source,  objet, but ».

### Définition et caractéristiques de la pulsion
C'est en 1915 que Sigmund Freud donne la définition de la pulsion comme concept limite entre le psychique et le somatique dans son écrit métapsychologique Pulsions et destins des pulsions :

« Le concept de pulsion nous apparaît comme un concept limite entre le psychique et le somatique, comme le représentant psychique des excitations issues de l'intérieur du corps et parvenant au psychisme, comme mesure de l'exigence de travail qui est imposé au psychique en conséquence de sa liaison au corporel. »

Après avoir donné sa définition de la pulsion, Freud énumère et définit dans le même texte de 1915, Pulsions et destins des pulsions, les quatre caractéristiques de la pulsion :
- la « poussée » constitue « l'essence même de la pulsion », considérée comme « moteur de l'activité psychique »[7] ;
- le « but », c'est-à-dire la satisfaction, permet la suppression de l'excitation à l'origine de la pulsion. Il y a des pulsions, dit Freud, « inhibées quant au but »[7] ;
- l'« objet » de la pulsion est le moyen pour la pulsion d'atteindre son but, l'objet n'étant pas lié originellement à la pulsion[7] ;
- la « source » de la pulsion correspond à un processus somatique localisé dans une partie du corps et qui provoque une excitation, laquelle est représentée par la pulsion[7].

### La pulsion sexuelle (Geschlechtstrieb, Sexualtrieb)
Le terme Geschlechtstrieb,,, apparaît en 1894, en même temps que « libido », relève Michèle Porte, et Freud publie en 1895 la critique d'une conférence intitulée « Der Geschlechtstrieb ». Il dénonce « la sous-estimation de la pulsion sexuelle » et repère « l'importance de la sexualité dans l'étiologie des névroses ». En 1905, avec les Trois Essais sur la théorie sexuelle, paraissent « la découverte de la sexualité infantile et sa synthèse avec la diversité des vies sexuelles adultes ».
Freud écrit en 1908 dans La morale sexuelle civilisée et la maladie nerveuse des temps modernes : « La révolution psychanalytique est celle de la “pulsion sexuelle” — ou plus exactement : des pulsions sexuelles, car l'investigation analytique enseigne que la pulsion sexuelle est assemblage de nombreux composants, des pulsions partielles ». Pour Michèle Porte, elle est le paradigme de la pulsion, si centrale en psychanalyse que toutes les autres notions en dépendent et que contester son importance revient à refuser la psychanalyse, ainsi que Freud le signifia au moment de sa séparation d'avec Carl Gustav Jung en 1913. Reproduction et sexualité se trouvent dissociées ; Freud précise que la pulsion sexuelle a pour but « des espèces déterminées de gain de plaisir », et ceci dès l'enfance, non seulement dans les organes génitaux, mais aussi dans d'autres lieux corporels dits « zones érogènes » : au cours du développement de la pulsion sexuelle, cela va du stade de l'auto-érotisme à celui de l'amour d'objet, et de l'agencement ensuite des zones érogènes « sous le primat des [organes] génitaux mis au service de la reproduction ».
Du point de vue économique, la libido est, selon Laplanche et Pontalis, l'énergie unique, dont Freud postule l'existence « dans les vicissitudes de la pulsion sexuelle ». Du point de vue dynamique, la pulsion sexuelle est l'un des pôles du conflit psychique : c'est sur elle que s'exerce l'action du refoulement dans l'inconscient.

## Évolution de la théorie des pulsions chez Freud
Freud aurait distingué trois « pas » successifs dans la théorie des pulsions : « l'élargissement du concept de la sexualité », « l'instauration du narcissisme » et « l'affirmation du caractère régressif des pulsions ». Michèle Porte cite les ouvrages majeurs permettant de repérer ces trois moments importants de l'évolution de la théorie des pulsions chez Freud : les Trois essais sur la théorie sexuelle (1905); Pour introduire le narcissisme (1914) et les articles métapsychologiques de 1915; enfin Au-delà du principe de plaisir (1920).
On a pu parler d'une première théorie des pulsions et à partir de 1920 d'une seconde théorie des pulsions, tandis qu'au cours même de son évolution, et comme l'observent Jean Laplanche et Jean-Bertrand Pontalis, « la théorie des pulsions chez Freud reste toujours dualiste ».

### Première théorie des pulsions
Le premier dualisme est celui des pulsions sexuelles et des pulsions du moi ou d'auto-conservation, lesquelles « pulsions d'auto-conservation »  correspondent, selon Laplanche et Pontalis, à des grands besoins comme la faim et la nécessité de s'alimenter : la pulsion sexuelle se détache des fonctions d'autoconservation sur lesquelles elle s'étaye d'abord.

#### 1905: lesTrois essais
Dans le premier pas de Freud que représente son écrit de 1905, Trois essais sur la théorie sexuelle, on assiste, selon  Michèle Porte, à une décomposition de la pulsion sexuelle en « pulsions partielles élémentaires »  en même temps qu'à une démonstration de l'importance de la sexualité infantile.
Laplanche et Pontalis recourent à la notion d'étayage, qu'ils estiment être « une conception maîtresse de la conception freudienne de la sexualité ».

#### Le narcissisme et la métapsychologie de 1915
Tandis que, dans les écrits métapsychologiques de 1915, va se trouver précisée la notion de poussée pour la pulsion et ses représentants psychiques, c'est aussi autour de 1914-1915 que Freud passe à des formations psychiques non élémentaires et de grande dimension comme le Moi et le narcissisme. Avec l'introduction du narcissisme, une difficulté dans la théorie freudienne se présente vis-à-vis du dualisme pulsionnel. L'analyse du cas Schreber (1911) a en effet amené Freud à observer que l'investissement libidinal du Moi semble « défaire le dualisme pulsionnel » : en prenant pour objet, au lieu des objets extérieurs, le Moi propre, les pulsions d'auto-conservation se révèlent être des pulsions sexuelles qu'on appelle désormais « libido narcissique ». Plutôt que de parler d'un conflit entre pulsions sexuelles et pulsions du Moi, mieux vaut parler dès lors « d'un conflit entre libido d'objet et libido du Moi ».

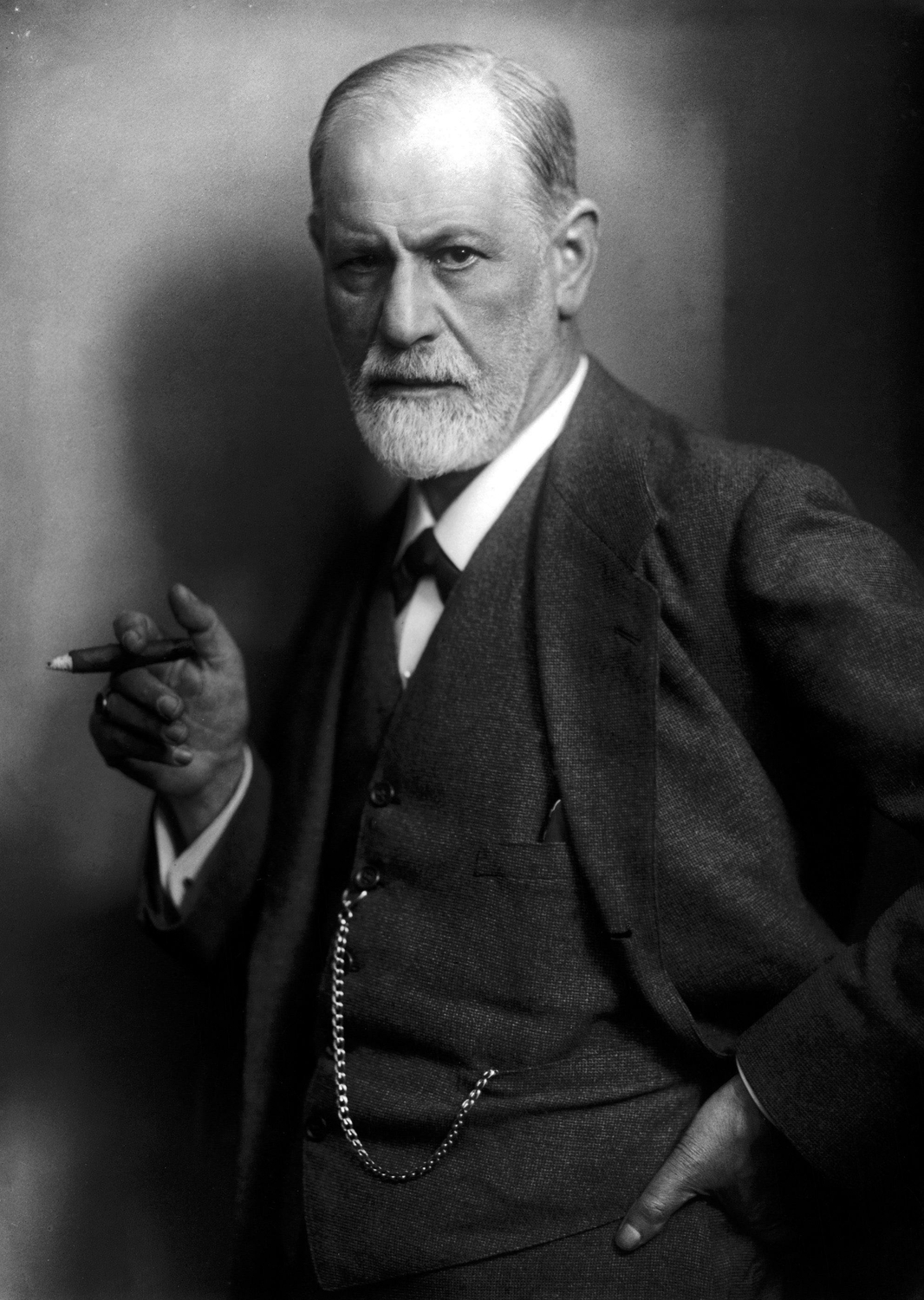
Sigmund Freud en 1921.

### Seconde théorie des pulsions
D'après Michèle Porte, le troisième pas, par lequel Freud continue d'élargir son domaine jusqu'à un dualisme de vaste dimension, — sans toutefois abandonner les acquis antérieurs d'une dimension moindre  — consiste en l'instauration des pulsions de vie et de mort.

#### Pulsions de mort
Dans la genèse de l'idée d'une pulsion de mort chez Freud, Jacques Sédat note qu'il faut remonter plus haut dans les travaux de Freud, jusqu'aux années 1907-1909, c'est-à-dire au moment du débat avec Jung sur la question de la libido auquel participait aussi la psychanalyste Sabina Spielrein, auteur d'un texte paru en 1912 sur  « La destruction comme cause du devenir » (Die Destruktion als Ursache des Werdens),. Sédat constate qu'on retrouvera « des traces de ce texte dans les propos de Freud sur la pulsion de mort, quand il écrira les deux derniers chapitres de « Au-delà du principe de plaisir », en juin-juillet 1920 ».
Freud évoque donc la pulsion de mort (« Thanatos », terme qui reste toutefois absent du texte freudien lui-même) pour la première fois en 1920 dans Au-delà du principe de plaisir ; selon Pierre Delion, il l'évoque  « par la négative » en l'opposant à la pulsion de vie (Éros), il écrit :  « L'opposition entre pulsions du Moi (de mort) et pulsions sexuelles (de vie) deviendrait alors caduque en même temps que la contrainte de répétition perdrait la signification qui lui a été attribuée ». Il s'agit à ce moment-là de comprendre que la contrainte de répétition va au-delà du principe de plaisir, comme c'est le cas dans les rêves post-traumatiques, dans certains jeux compulsifs de l'enfant (Fort-da), voire dans les résistances des analysés au transfert dans la cure. L'hypothèse de la pulsion de mort est déconcertante, car elle présuppose, comme le dit Freud, que « le but de toute vie est la mort, [que] le sans-vie était là antérieurement au vivant » et que « tout ce qui est vivant doit nécessairement mourir pour des causes internes ».
Dans l'alliage d'Éros et de Thanatos, la pulsion de mort correspondrait  dans toute pulsion à une tendance dominante, la « dé-mixtion » ou « dé-liaison », c'est-à-dire la dissociation. Lorsqu'elle se trouve en partie « défléchie vers l'extérieur », elle se fait pulsion de destruction ; elle apparaît sous forme de pulsion d'emprise ou de volonté de puissance : c'est le sadisme proprement dit, tandis que « le masochisme érogène originaire » reste pour sa part « à l'intérieur ».

#### Pulsions de vie
La « pulsion de vie » (Lebenstrieb) ou « Éros » est, selon Isaac Salem, l'une des deux pulsions fondamentales décrites par Freud dans Au-delà du principe de plaisir en 1920, elle s'oppose à la pulsion de mort .
D'après le Vocabulaire de la psychanalyse, les pulsions de vie, qui correspondent à une grande catégorie de pulsions, tendent à « constituer des unités toujours plus grandes et à les maintenir » : elles englobent les pulsions sexuelles ainsi que les pulsions d'auto-conservation. Parmi les pulsions sexuelles, précise Salem, il faut compter aussi les « motions pulsionnelles inhibées quant au but  et sublimées ».
En fait, pulsions de vie et de mort ne prennent sens que l'une par rapport à l'autre, pense Salem : l'intrication se fait par l'intermédiaire de l'objet, et pour avoir un bon fonctionnel pulsionnel, il faut que la pulsion de vie soit employée à « lier la pulsion de mort ». Comme le relèvent Laplanche et Pontalis, Freud indique effectivement dans ses dernières formulations (Abrégé de psychanalyse, 1938) que « le principe sous-jacent aux pulsions de vie est un principe de liaison ».

## Après Freud

### Melanie Klein et la dernière théorie des pulsions
Élisabeth Roudinesco et Michel Plon observent chez Melanie Klein un « renversement complet du second dualisme pulsionnel » freudien. Par rapport à la relation d'objet, Klein considère en effet que « les pulsions de mort participent de l'origine de la vie », de même que du côté de l'organisme et dans le registre de l'angoisse, elles aident le sujet à s'installer dans la position dépressive.

### Les pulsions chez Lacan
En 1964, Jacques Lacan considère la pulsion comme « l'un des quatre concepts fondamentaux de la psychanalyse ». Pour lui, la pulsion « est toujours partielle », le terme de « pulsion partielle » étant à entendre dans un sens plus général que chez Freud : selon Élisabeth Roudinesco et Michel Plon, Lacan adopte en l'occurrence le terme d'objet partiel qui provient de Karl Abraham et des kleiniens, et il introduit dès lors les deux nouveaux objets pulsionnels que sont la voix et le regard en plus des fèces et du sein, en les nommant « objets du désir ».

### Jean Laplanche: la pulsion et son objet-source
En 1984, à la suite d'une étude du concept de pulsion en psychanalyse chez Freud, et aussi chez   Melanie Klein dont il critique l'« idéalisme biologique » (fantasme et pulsion sont étroitement liés chez Melanie Klein), Jean Laplanche donne sa propre définition de la pulsion en ces termes : « La pulsion n’est donc ni un être mythique, ni une force biologique, ni un concept-limite. Elle est l’impact sur l’individu et sur le moi de la stimulation constante exercée, de l’intérieur, par les représentations-choses refoulées, qu’on peut désigner comme objets-sources de la pulsion ». Pour Laplanche, explique Udo Hock, ce qui caractérise la pulsion est  lié à son origine dans la scène de séduction : elle émerge là comme le résultat d’un processus de refoulement, dans lequel « les messages compromis de l’autre adulte vont être partiellement traduits, et deviennent aussi en partie inconscients à cause de l’échec même de cette traduction ».